# Aardzee

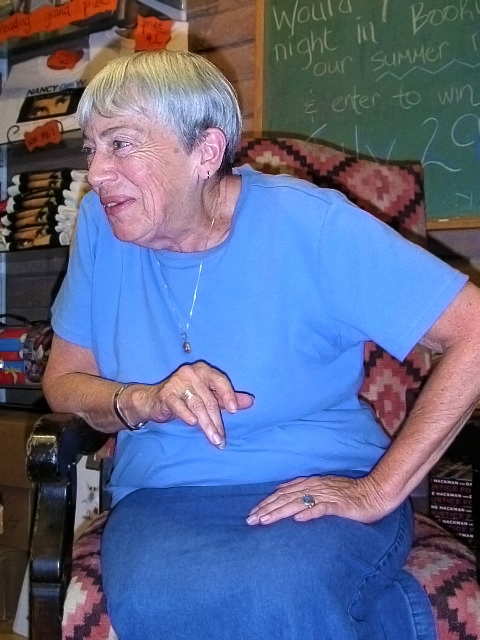
Ursula Le Guin in 2004

Aardzee (oorspronkelijke Engelse titel: Earthsea) is een fantasyboekencyclus van Ursula K. Le Guin, die zich afspeelt in het gelijknamige eilandenrijk. Twee korte verhalen (De Regels der Namen en Het Woord van Bevrijding) die in 1964 verschenen, legden de basis voor een (eerste) trilogie rondom Ged en Tenar. Pas in 1990 kreeg de reeks een vervolg dat, hoewel qua schrijfstijl anders, naadloos aansloot op het boek uit 1972. Zoals later bleek vormde dit boek het begin van de tweede trilogie over Ged en Tenar, die wat meer op de oudere lezers werd gericht. Nieuwe hoofdpersonen zijn Lebannen en Tehanu. Het verhaal Meikever, vlieg... is de brug van Tehanu naar De andere wind. Deze laatste titel brengt het verhaal van Ged en Tenar naar een climax. 

## Verhaallijn van Ged en Tenar
Eerste trilogie
- Machten van Aardzee (A Wizard of Earthsea, 1968)
- De tomben van Atuan (Tombes of Atuan, 1970)
- Koning van Aardzee (Farthest Shore, 1972)

Tweede trilogie
- Tehanu (Tehanu, 1990)
- Meikever, vlieg... (Dragonfly, 1997)
- De andere wind (The Other Wind, 2001)

## Korte verhalen
In totaal zijn negen korte verhalen verschenen:
- De Regels der Namen  verschenen in De twaalf windstreken (The Wind's Twelve Quarters, 1975).
- Het Woord van Bevrijding verschenen in De twaalf windstreken (The Wind's Twelve Quarters, 1975).
- De Vinder verschenen in Verhalen van Aardzee (Tales from Earthsea, 2001).
- Donkerroos en Diamant verschenen in Verhalen van Aardzee (Tales from Earthsea, 2001).
- Het Gebeente van de Aarde verschenen in Verhalen van Aardzee (Tales from Earthsea, 2001).
- Het Hoge Moer. verschenen in Verhalen van Aardzee (Tales from Earthsea, 2001).
- Meikever, vlieg... verschenen in Verhalen van Aardzee (Tales from Earthsea, 2001).
- The Daughter of Odren (2014, nog niet vertaald)
- Firelight (2018, nog niet vertaald)[1]

## Verschenen titels in het Nederlands
- Machten van Aardzee volledig boek (1974)
- De Tomben van Atuan volledig boek (1974)
- Koning van Aardzee volledig boek (1975)
- De twaalf windstreken waarvan twee korte aardzee verhalen (1976)
- Tehanu volledig boek met Koning van Aardzee (2001)
- Verhalen van Aardzee vijf korte verhalen (2001)

## Achtergrondinformatie over Aardzee
Ursula K. Le Guin heeft meer over Aardzee gepubliceerd dat nog niet vertaald is:
- Aardzee herzien verschenen als Earthsea Revisioned (1992)
- Een beschrijving van Aardzee verschenen in Tales from Earthsea (2001)

## Verfilming
- De miniserie Legend of Earthsea (SciFi-channel 2004) is een verfilming met onder andere rollen van Isabella Rossellini, Kristin Kreuk, Shawn Ashmore en Danny Glover. Het betreft een vrije bewerking van de eerste twee boeken.
- Tales from Earthsea (2006) is een Japanse animatiefilm van Gedo Senki die gebaseerd is op de eerste vier boeken.